# پل تاگارد
پل ریچارد تاگارد (به انگلیسی: Paul Richard Thagard؛ متولد ۱۹۵۰) یک فیلسوف کانادایی است که در علوم شناختی، فلسفه ذهن، و فلسفه علم و پزشکی تخصص دارد. تاگارد استاد بازنشسته فلسفه در دانشگاه واترلو است. همچنین او یک نویسنده است و در تحقیقات قیاس و خلاقیت، استنباط، شناخت در تاریخ علم و نقش عاطفه در شناخت مشارکت داشته‌است.
تاگارد، در فلسفه علم به‌دلیل کارش در استفاده از مدل‌های محاسباتی در توضیح انقلاب‌های مفهومی شناخته‌شده‌است. متمایزترین سهم او در این زمینه مفهوم «انسجام تبیینی» است که در موارد تاریخی به‌کار برده‌است. او به‌شدت تحت‌تأثیر عمل‌گرایان، مانند چارلز سندرز پیرس قرار گرفته‌ست و به‌اصلاح به ایده استدلال ربایشی کمک کرده‌است.
در فلسفه ذهن، به‌خاطر تلاش‌هایش برای اعمال مدل‌های پیوندگرایانه انسجام در تئوری‌های فکر و عمل انسانی شناخته می‌شود. او همچنین برای انسجام داغ (HOTCO) شناخته شده‌است، که تلاش او برای ایجاد یک مدل کامپیوتری از شناخت است که احساسات را در یک سطح بنیادی ترکیب می‌کند.
تاگارد در رویکرد کلی خود به فلسفه، به‌شدت از فلسفه تحلیلی به‌دلیل وابستگی بیش از حد به شهود به‌عنوان منبع شواهد انتقاد می‌کند.

## زندگی‌نامه
تاگارد در ۲۸ سپتامبر ۱۹۵۰ در یورکتون، ساسکاچوان به‌دنیا آمد. او فارغ‌التحصیل دانشگاه‌های ساسکاچوان (لیسانس فلسفه، ۱۹۷۱)، کمبریج (کارشناسی ارشد فلسفه، ۱۹۷۳)، تورنتو (دکترای فلسفه، ۱۹۷۷) و میشیگان (کارشناسی ارشد در علوم کامپیوتر، ۱۹۸۵) است.
او رئیس هیئت‌مدیره انجمن علوم شناختی  1998-1999، و رئیس انجمن ماشین‌ها و ذهنیت  ۱۹۹۷–۱۹۹۸ بود. در سال ۲۰۱۳ برنده جایزه کیلام شورای کانادا شد و در سال ۱۹۹۹ به‌عنوان عضو انجمن سلطنتی کانادا انتخاب شد. او در سال ۲۰۰۳ جایزه دانشگاه واترلو را برای برتری در تحقیقات دریافت کرد و در سال ۲۰۰۵ کرسی تحقیقات دانشگاه به او اعطا شد.
تاگارد با روان‌شناس زیوا کوندا ازدواج کرده بود. کوندا در سال ۲۰۰۴ درگذشت.

## کار فلسفی

### انسجام تبیینی
تاگارد پیشنهاد کرده‌است که بسیاری از کارکردهای شناختی، از جمله ادراک، قیاس، تبیین، تصمیم‌گیری، برنامه‌ریزی و غیره را می‌توان به‌عنوان شکلی از محاسبه انسجام درک کرد.
تاگارد (همراه با کارستن وربورگت) رسمیت خاصی از مفهوم انسجام را به‌عنوان یک مشکل جستجوی رو به جلو مطرح کردند. این مدل فرض می‌کند که انسجام بر روی مجموعه‌ای از عناصر بازنمایی (مثلاً گزاره‌ها، تصاویر، و غیره) عمل می‌کند که می‌توانند با هم تناسب داشته باشند (انسجام) یا در برابر تناسب با یکدیگر مقاومت کنند (غیر منسجم).
اگر دو عنصر p و q به هم پیوسته باشند، توسط یک قید مثبت به هم متصل می‌شوند {\displaystyle (p,q)\in C^{+}}، و اگر دو عنصر {\displaystyle p} و {\displaystyle q} غیر منسجم باشند، توسط یک محدودیت منفی به هم متصل می‌شوند {\displaystyle (p,q)\in C^{-}}. علاوه بر این، محدودیت‌ها وزن می‌شوند، یعنی برای هر محدودیت {\displaystyle (p,q)\in C^{+}\cup C^{-}} وزن مثبت وجود دارد {\displaystyle w(p,q)}.

### فلسفه علم
تاگارد روی مسئله مرزبندی در فلسفه علم کار کرد. در مواجهه با شکست تحقیق‌پذیری و ابطال‌پذیری، آنچه او آن را «افسردگی پسا پوزیتیویستی» نامید، در سال ۱۹۷۸ معیاری را برای تعریف شبه‌علم پیشنهاد کرد که هدف آن نجات علم از نسبی‌گرایی فایرابند و رورتی بود. با توجه به معیار تاگارد، «نظریه‌ای که ادعای علمی بودن دارد، شبه علمی است اگر و فقط اگر»:
#پیشرفت کمتری نسبت به نظریه‌های جایگزین در مدت زمان طولانی داشته‌است و با مشکلات حل‌نشده بسیاری مواجه است. ولی
1. جامعه پزشکان تلاش چندانی برای توسعه تئوری در جهت حل مشکلات انجام نمی‌دهند، هیچ نگرانی برای تلاش جهت ارزیابی نظریه در رابطه با دیگران نشان نمی‌دهند، و در بررسی تأییدها و درست‌انگاری گزینشی هستند.

در سال ۱۹۸۸، تاگارد نوشت که باید این پیشنهاد را «رها کرد»، زیرا دو نقص داشت. اولاً تلاش برای یافتن شرایط لازم و کافی برای شبه‌علم به‌طور کلی ناامیدکننده بود و ثانیاً این معیار نسبت به طالع بینی بسیار اغماض کرده بود، که مشخصاً قصد داشت آن را به‌عنوان شبه‌علم معرفی کند. با این وجود، تاگارد، معیار خود را به‌طور کامل رها نکرد، بلکه آن را در راه‌حل جدید خود برای مسئله مرزبندی، که آن را «نمایه علم و شبه‌علم» نامید، گنجاند؛ مجموعه‌ای از ویژگی‌های روان‌شناختی، تاریخی و منطقی، که در برابر آن یک رشته‌است را می‌توان به‌عنوان علم یا شبه‌علم مقایسه و طبقه‌بندی کرد. این فرایند، اگرچه «کاملاً ضروری یا کافی» نیست، اما می‌تواند اهداف هنجاری علم، یا آنچه تاگارد ترجیح می‌دهد «فلسفه طبیعی» بنامد، با تکیه بر «توصیفی از چگونگی عملکرد واقعی استدلال روزمره و علمی» برآورده کند.
| علوم پایه                                                                             | شبه علم                                          |
| از تفکر همبستگی استفاده می‌کند.                                                        | از تفکر شباهت استفاده می‌کند.                     |
| به‌دنبال تأیید تجربی است.                                                              | از مسائل تجربی غفلت می‌کند.                       |
| شاغلین به ارزیابی نظریه‌ها در رابطه با نظریه‌های جایگزین اهمیت می‌دهند                   | تقسیم‌کنندگانی که از نظریه‌های جایگزین غافل هستند. |
| از نظریه‌های بسیار سازگار و ساده استفاده می‌کند.                                        | نظریه‌های غیرساده: بسیاری از فرضیه‌های موردی.      |
| در طول زمان پیشرفت می‌کند: نظریه‌های جدیدی را توسعه می‌دهد که حقایق جدید را توضیح می‌دهد. | راکد در دکترین و کاربرد.                         |

او فلسفه ریاضیات رئالیستی ارسطویی را این‌گونه توصیف می‌کند: «فلسفه ریاضی کنونی که به بهترین وجه با آنچه در مورد ذهن‌ها و علم شناخته‌شده‌است مطابقت دارد».

## کارهای عمده
تاگارد نویسنده/همکار ۱۵ کتاب و بیش از ۲۰۰ مقاله است.

### کتاب‌ها
- تعادل: چگونه کار می‌کند و به چه معناست. (انتشارات دانشگاه کلمبیا، ۲۰۲۲).
- ربات‌ها و جانوران: چه چیزی ماشین‌ها، حیوانات و مردم را باهوش می‌کند؟ (انتشارات ام‌آی‌تی، ۲۰۲۱).
- مغز-ذهن: از نورون‌ها تا آگاهی و خلاقیت. (انتشارات دانشگاه آکسفورد، ۲۰۱۹).
- ذهن-جامعه: از مغز تا علوم اجتماعی و حرفه‌ها. (انتشارات دانشگاه آکسفورد، ۲۰۱۹).
- تاگارد, پل (2019). فلسفه طبیعی: از مغزهای اجتماعی تا دانش، واقعیت، اخلاق و زیبایی. نیویورک: انتشارات دانشگاه آکسفورد. ISBN 978-0-19-068644-4.
- علوم شناختی علوم: تبیین، کشف و تغییر مفهومی. (انتشارات ام‌آی‌تی، ۲۰۱۲).
- مغز و معنای زندگی. انتشارات دانشگاه پرینستون، ۲۰۱۰. شابک ‎۹۷۸-۱-۴۰۰۸-۳۴۶۱-۷.
- اندیشه داغ: مکانیسم‌ها و کاربردهای شناخت عاطفی. (انتشارات ام‌آی‌تی، اوت ۲۰۰۶) شابک ‎۰−۲۶۲−۲۰۱۶۴-X.
- انسجام در اندیشه و عمل (انتشارات ام‌آی‌تی، ۲۰۰۰)، شابک ‎۰-۲۶۲-۲۰۱۳۱-۳.
- چگونه دانشمندان بیماری را توضیح می‌دهند (انتشارات دانشگاه پرینستون، ۱۹۹۹)، شابک ‎۰-۶۹۱-۰۰۲۶۱-۴.
- ذهن: مقدمه‌ای بر علوم شناختی (انتشارات ام‌آی‌تی، ۱۹۹۶؛ ویرایش دوم، ۲۰۰۵)، شابک ‎۰−۲۶۲−۲۰۱۵۴−۲). (Trad. esp. : La mente, Buenos Aires/Madrid, Katz editores SA, ۲۰۰۸، شابک ‎۹۷۸-۸۴-۹۶۸۵۹-۲۱-۰.
- انقلاب‌های مفهومی (انتشارات دانشگاه پرینستون، ۱۹۹۲)، شابک ‎۰-۶۹۱-۰۲۴۹۰-۱.
- فلسفه محاسباتی علم (انتشارات ام‌آی‌تی، ۱۹۸۸، کتاب‌های برادفورد، ۱۹۹۳)، شابک ‎۰-۲۶۲-۷۰۰۴۸-۴.

### نویسنده مشترک
- جهش‌های ذهنی: قیاس در تفکر خلاق (انتشارات ام‌آی‌تی، ۱۹۹۵)، شابک ‎۰-۲۶۲-۰۸۲۳۳-۰.
- استقرا: فرآیندهای استنتاج، یادگیری و کشف (انتشارات ام‌آی‌تی، ۱۹۸۶، کتاب‌های برادفورد، ۱۹۸۹)، شابک ‎۰-۲۶۲-۵۸۰۹۶-۹.

### سردبیر
- فلسفه روان‌شناسی و علوم شناختی (هلند شمالی، ۲۰۰۶)، شابک ‎۰-۴۴۴-۵۱۵۴۰-۲.